# Macropelopia marmorata
Macropelopia marmorata är en tvåvingeart som först beskrevs av Freeman 1955.  Macropelopia marmorata ingår i släktet Macropelopia och familjen fjädermyggor. Inga underarter finns listade i Catalogue of Life.